# Istočno Novo Sarajevo
Istočno Novo Sarajevo (en serbe cryillique : Источно Ново Сарајево) est une municipalité de Bosnie-Herzégovine située sur le territoire de la ville d'Istočno Sarajevo et dans la république serbe de Bosnie. Selon les premiers résultats du recensement bosnien de 2013, elle compte 11 477 habitants.
Istočno Novo Sarajevo est une des six municipalités composant la ville d'Istočno Sarajevo (en cyrillique : Град Источно Сарајево), « Sarejovo Est ».

## Géographie
La municipalité d'Istočno Novo Sarajevo est entourée par celles d'Istočni Stari Grad, de Novo Sarajevo au nord, de Novi Grad au nord et à l'ouest, d'Istočna Ilidža et de Trnovo (république serbe de Bosnie) au sud et par celle de Pale à l'est.

## Histoire
Autrefois connue sous les noms de Srpsko Novo Sarajevo (en cyrillique : Српско Ново Сарајево) et Lukavica (Лукавица), la municipalité a été créée après la guerre de Bosnie et à la suite des accords de Dayton sur une partie de l'ancienne municipalité de Novo Sarajevo, l'autre partie de cette municipalité d'avant-guerre faisant partie de la fédération de Bosnie-et-Herzégovine.

## Localités

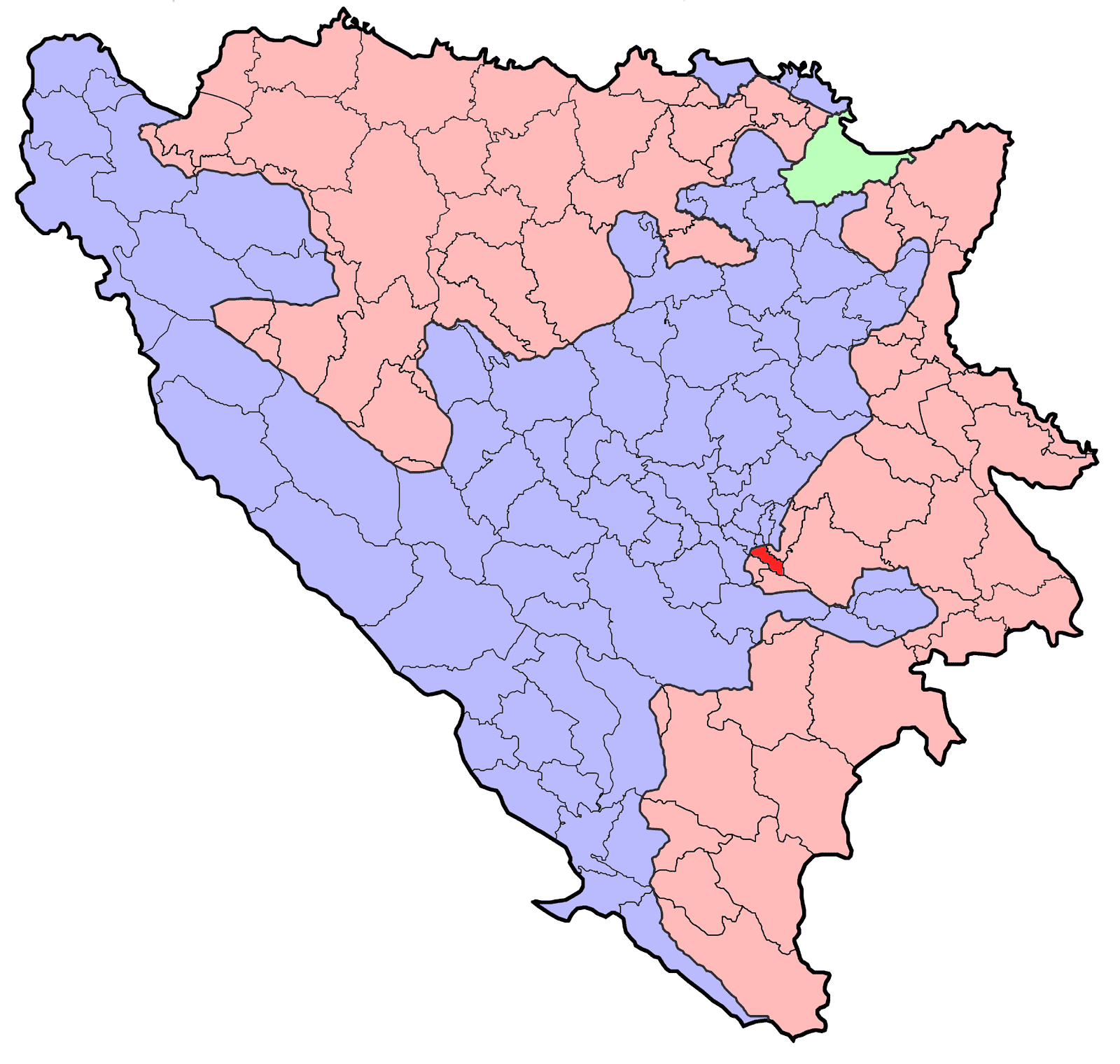
Localisation de la municipalité d'Istočno Novo Sarajevo en Bosnie-Herzégovine

La municipalité d'Istočno Novo Sarajevo compte 8 localités :
- Klek
- Kozarevići
- Lukavica
- Miljevići
- Petrovići
- Sarajevo-Dio Novog Sarajeva
- Toplik
- Tvrdimići

## Politique
À la suite des élections locales de 2012, les 19 sièges de l'assemblée municipale se répartissaient de la manière suivante, :
| Parti                                               | Sièges |
| --------------------------------------------------- | ------ |
| Alliance des sociaux-démocrates indépendants (SNSD) | 6      |
| Parti démocratique serbe (SDS)                      | 6      |
| Parti du progrès démocratique (PDP)                 | 3      |
| Alliance démocratique nationale (DNS)               | 1      |
| Parti démocratique national (NDS)                   | 1      |
| Parti radical serbe de Bosnie-Herzégovine (SRS)     | 1      |
| Parti socialiste de la République serbe (SP RS)     | 1      |

Ljubiša Ćosić, membre de l'Alliance des sociaux-démocrates indépendants (SNSD), a été élu maire de la municipalité,.

## Sport
La municipalité possède un club de football, le FK Slavija Lukavica.